# Genie in a Bottle
"Genie in a Bottle" is een nummer van de Amerikaanse zangeres Christina Aguilera van haar debuutalbum Christina Aguilera uit 1999. Op 22 juni dat jaar werd het nummer eerst in de VS en Canada op single uitgebracht en in augustus volgden Europa, Australië, Nieuw-Zeeland en Latijns Amerika. Het is geschreven door Pam Sheyne, Steve Kipner en David Frank en geproduceerd door de laatstgenoemde twee. "Genie in a Bottle" behandelt voornamelijk het thema zelfrespect.

## Achtergrond
"Genie in a Bottle" werd op 22 juni 1999 door RCA Records uitgebracht als het eerste nummer van het album.
De single werd door muziekrecensenten overwegend positief beoordeeld. Ook behaalde de single in 21 landen de hitlijsten. In thuisland de Verenigde Staten piekte de single wekenlang in de hitlijsten en ontving uiteindelijk een RIAA-certificatie, omdat er meer dan 1,4 miljoen exemplaren van waren verkocht.
In Nederland was de single in week 35 van 1999 de 1532e Alarmschijf op destijds Radio 538 en werd een radiohit. De single bereikte de 3e positie in zowel de Nederlandse Top 40 op destijds Radio 538 als de publieke hitlijst; toentertijd de Mega Top 100 op Radio 3FM.
In België bereikte de single de nummer 1-positie in zowl de Vlaamse Ultratop 50 als de Vlaamse Radio 2 Top 30 en de 3e positie in de Waalse Ultratop 50.

## Videoclip
De videoclip werd geregisseerd door Diane Martel en opgenomen in Malibu, Californië en werd destijds in Nederland uitgezonden door MTV Europe, TMF en door BNN op Nederland 2 in Top of the Pops met toenmalig Radio 3FM dj Ruud de Wild.

## Tracklijst
Amerikaanse cd en cassettesingle
1. "Genie in a Bottle" - 3:36
2. "Blessed" - 3:06

Duitse maxi-single
1. "Genie in a Bottle" - 3:36
2. "We're a Miracle" - 4:09
3. "Don't Make Me Love You" - 4:15

Engelse cd-single
1. "Genie in a Bottle" - 3:36
2. "Blessed" - 3:06
3. "Genie in a Bottle" (acappella mix) - 4:16

Engelse cd-single (exclusieve editie)
1. "Genie in a Bottle" - 3:36
2. "Genie in a Bottle" (Eddie Arroyo Radio Club Mix) - 3:59
3. "Genie in a Bottle" (videoclip) - 3:36

## Hitnoteringen

### Nederlandse Top 40
| Hitnotering: 28-08-1999 t/m 11-12-1999 | Hitnotering: 28-08-1999 t/m 11-12-1999 | Hitnotering: 28-08-1999 t/m 11-12-1999 | Hitnotering: 28-08-1999 t/m 11-12-1999 | Hitnotering: 28-08-1999 t/m 11-12-1999 | Hitnotering: 28-08-1999 t/m 11-12-1999 | Hitnotering: 28-08-1999 t/m 11-12-1999 | Hitnotering: 28-08-1999 t/m 11-12-1999 | Hitnotering: 28-08-1999 t/m 11-12-1999 | Hitnotering: 28-08-1999 t/m 11-12-1999 | Hitnotering: 28-08-1999 t/m 11-12-1999 | Hitnotering: 28-08-1999 t/m 11-12-1999 | Hitnotering: 28-08-1999 t/m 11-12-1999 | Hitnotering: 28-08-1999 t/m 11-12-1999 | Hitnotering: 28-08-1999 t/m 11-12-1999 | Hitnotering: 28-08-1999 t/m 11-12-1999 | Hitnotering: 28-08-1999 t/m 11-12-1999 | Hitnotering: 28-08-1999 t/m 11-12-1999 |
| Week:                                  | 1                                      | 2                                      | 3                                      | 4                                      | 5                                      | 6                                      | 7                                      | 8                                      | 9                                      | 10                                     | 11                                     | 12                                     | 13                                     | 14                                     | 15                                     | 16                                     |                                        |
| -------------------------------------- | -------------------------------------- | -------------------------------------- | -------------------------------------- | -------------------------------------- | -------------------------------------- | -------------------------------------- | -------------------------------------- | -------------------------------------- | -------------------------------------- | -------------------------------------- | -------------------------------------- | -------------------------------------- | -------------------------------------- | -------------------------------------- | -------------------------------------- | -------------------------------------- | -------------------------------------- |
| Positie:                               | 37                                     | 11                                     | 5                                      | 4                                      | 3                                      | 2                                      | 3                                      | 4                                      | 6                                      | 8                                      | 6                                      | 8                                      | 14                                     | 22                                     | 29                                     | 36                                     | uit                                    |

### Mega Top 100
| Hitnotering: 28-08-1999 t/m 29-01-2000 | Hitnotering: 28-08-1999 t/m 29-01-2000 | Hitnotering: 28-08-1999 t/m 29-01-2000 | Hitnotering: 28-08-1999 t/m 29-01-2000 | Hitnotering: 28-08-1999 t/m 29-01-2000 | Hitnotering: 28-08-1999 t/m 29-01-2000 | Hitnotering: 28-08-1999 t/m 29-01-2000 | Hitnotering: 28-08-1999 t/m 29-01-2000 | Hitnotering: 28-08-1999 t/m 29-01-2000 | Hitnotering: 28-08-1999 t/m 29-01-2000 | Hitnotering: 28-08-1999 t/m 29-01-2000 | Hitnotering: 28-08-1999 t/m 29-01-2000 | Hitnotering: 28-08-1999 t/m 29-01-2000 | Hitnotering: 28-08-1999 t/m 29-01-2000 | Hitnotering: 28-08-1999 t/m 29-01-2000 | Hitnotering: 28-08-1999 t/m 29-01-2000 | Hitnotering: 28-08-1999 t/m 29-01-2000 | Hitnotering: 28-08-1999 t/m 29-01-2000 | Hitnotering: 28-08-1999 t/m 29-01-2000 | Hitnotering: 28-08-1999 t/m 29-01-2000 | Hitnotering: 28-08-1999 t/m 29-01-2000 | Hitnotering: 28-08-1999 t/m 29-01-2000 | Hitnotering: 28-08-1999 t/m 29-01-2000 | Hitnotering: 28-08-1999 t/m 29-01-2000 |
| Week:                                  | 1                                      | 2                                      | 3                                      | 4                                      | 5                                      | 6                                      | 7                                      | 8                                      | 9                                      | 10                                     | 11                                     | 12                                     | 13                                     | 14                                     | 15                                     | 16                                     | 17                                     | 18                                     | 19                                     | 20                                     | 21                                     | 22                                     |                                        |
| -------------------------------------- | -------------------------------------- | -------------------------------------- | -------------------------------------- | -------------------------------------- | -------------------------------------- | -------------------------------------- | -------------------------------------- | -------------------------------------- | -------------------------------------- | -------------------------------------- | -------------------------------------- | -------------------------------------- | -------------------------------------- | -------------------------------------- | -------------------------------------- | -------------------------------------- | -------------------------------------- | -------------------------------------- | -------------------------------------- | -------------------------------------- | -------------------------------------- | -------------------------------------- | -------------------------------------- |
| Positie:                               | 43                                     | 13                                     | 5                                      | 4                                      | 4                                      | 3                                      | 4                                      | 6                                      | 7                                      | 10                                     | 12                                     | 16                                     | 20                                     | 25                                     | 32                                     | 32                                     | 41                                     | 47                                     | 59                                     | 56                                     | 65                                     | 78                                     | uit                                    |

Studioalbums: Christina Aguilera · Stripped · Back to Basics · Bionic

Andere albums: Mi Reflejo · My kind of Christmas · Just Be Free · Keeps Gettin' Better: A Decade of Hits

Singles (in Nederland): "Genie in a Bottle" · "What a Girl Wants" · "I Turn to You" · "Come On Over Baby (All I Want Is You)" · "Nobody Wants to Be Lonely" · "Lady Marmalade" · "Dirrty" · "Beautiful" · "Fighter" · "Can't Hold Us Down" · "The Voice Within" · "Car Wash" · "Tilt Ya Head Back" · "Ain't No Other Man" · "Hurt" · "Tell Me" · "Candyman" · "Oh Mother" · "Keeps Gettin' Better"

Zie ook: Discografie · RCA Records